# Euphorbia kelleri
Euphorbia kelleri är en törelväxtart som beskrevs av Ferdinand Albin Pax. Euphorbia kelleri ingår i släktet törlar, och familjen törelväxter.

## Underarter
Arten delas in i följande underarter:
- E. k. kelleri
- E. k. latifolia